# Écriture karmatique
Le style karmatique (ou qarmatique) est un des styles calligraphiques arabes associé aux Qarmates, sans points diacritiques et plus arrondie que le style kufi.